# Danzhai
Danzhai (chinesisch 丹寨县, Pinyin Dānzhài Xiàn) ist ein chinesischer Kreis des Autonomen Bezirks Qiandongnan der Miao und Dong im Südosten der Provinz Guizhou. Er hat eine Fläche von 943 km² und zählt 124.400 Einwohner (Stand: Ende 2018). Sein Hauptort ist die Großgemeinde Longquan (龙泉镇).